# Rossilhon
Rossilhon (en francès Roussillon) és un municipi francès situat al departament de la Valclusa i a la regió de Provença – Alps – Costa Blava.

## Demografia
| 1962                                       | 1968 | 1975  | 1982  | 1990  | 1999  | 2006  | 2012  |
| ------------------------------------------ | ---- | ----- | ----- | ----- | ----- | ----- | ----- |
| 702                                        | 827  | 1.093 | 1.313 | 1.165 | 1.161 | 1.265 | 1.318 |
| Des de 1962: població sense dobles comptes |      |       |       |       |       |       |       |

## Administració
| Període | Identitat       | Partit        |
| ------- | --------------- | ------------- |
| 2008-   | Gisèle Bonnelly | Divers droite |